# Bílsko (Polsko)
Bílsko (polsky Bielsko, německy Bielitz, slezsky Biylsko) je bývalé město v Těšínském Slezsku, které 1. ledna 1951 bylo sloučeno s osvětimskou Krakovskou Bělou v jeden správní celek s názvem Bílsko-Bělá.

## Dějiny

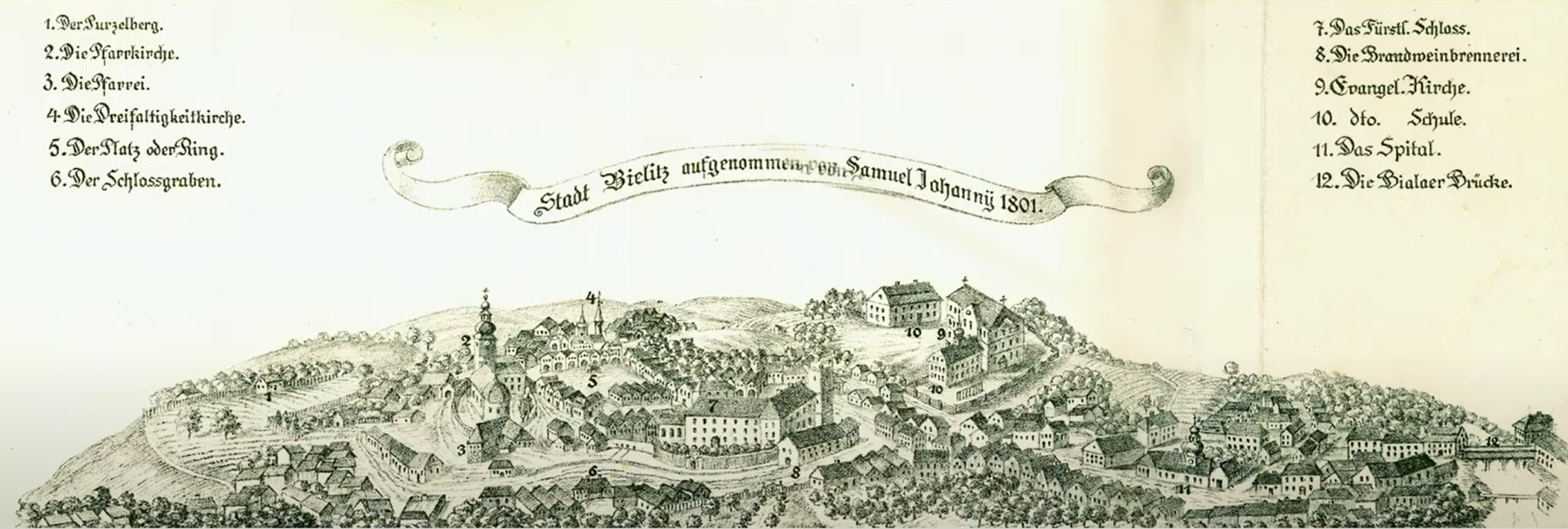
Panorama Bílska z roku 1801

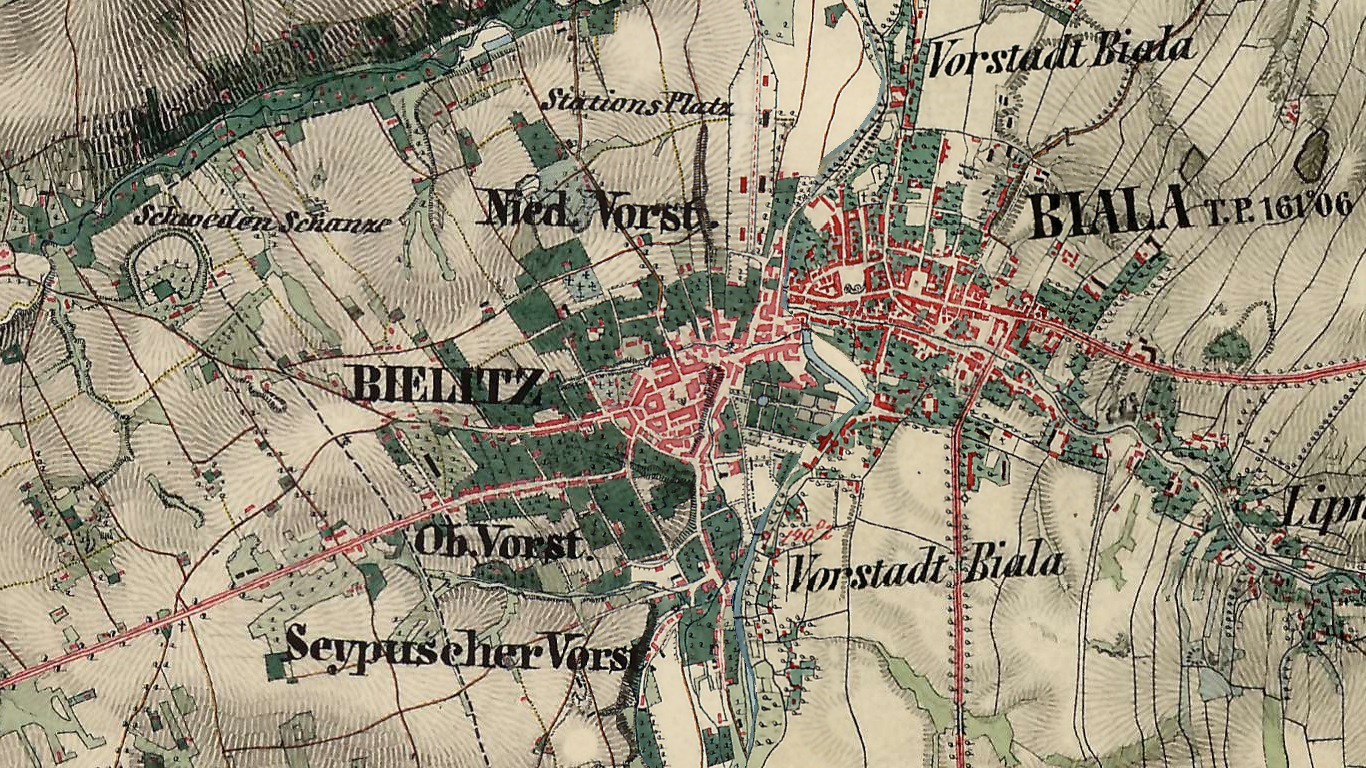
Bílsko a Bělá v roce 1855

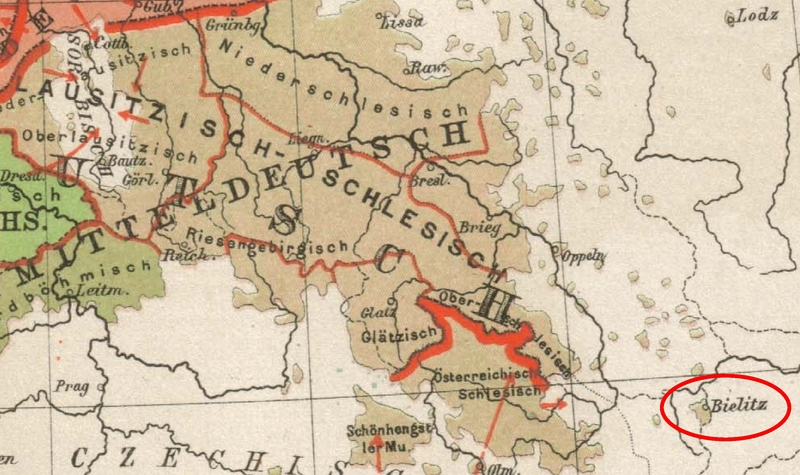
Bílský jazykový ostrov na mapě z Brockhausova lexikonu, 1894

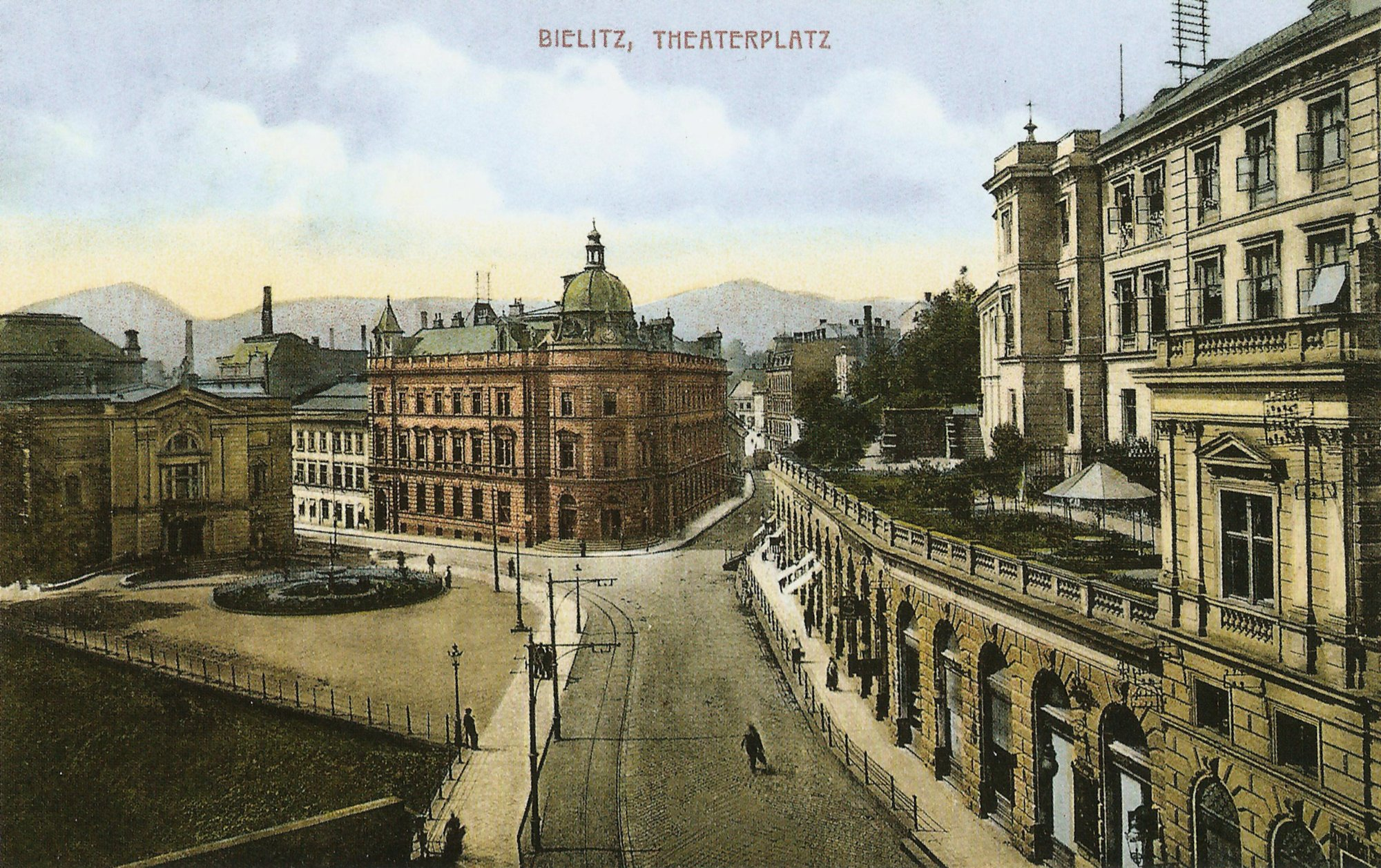
Divadlo, pošta a zámek v Bílsku na pohlednici z roku 1915

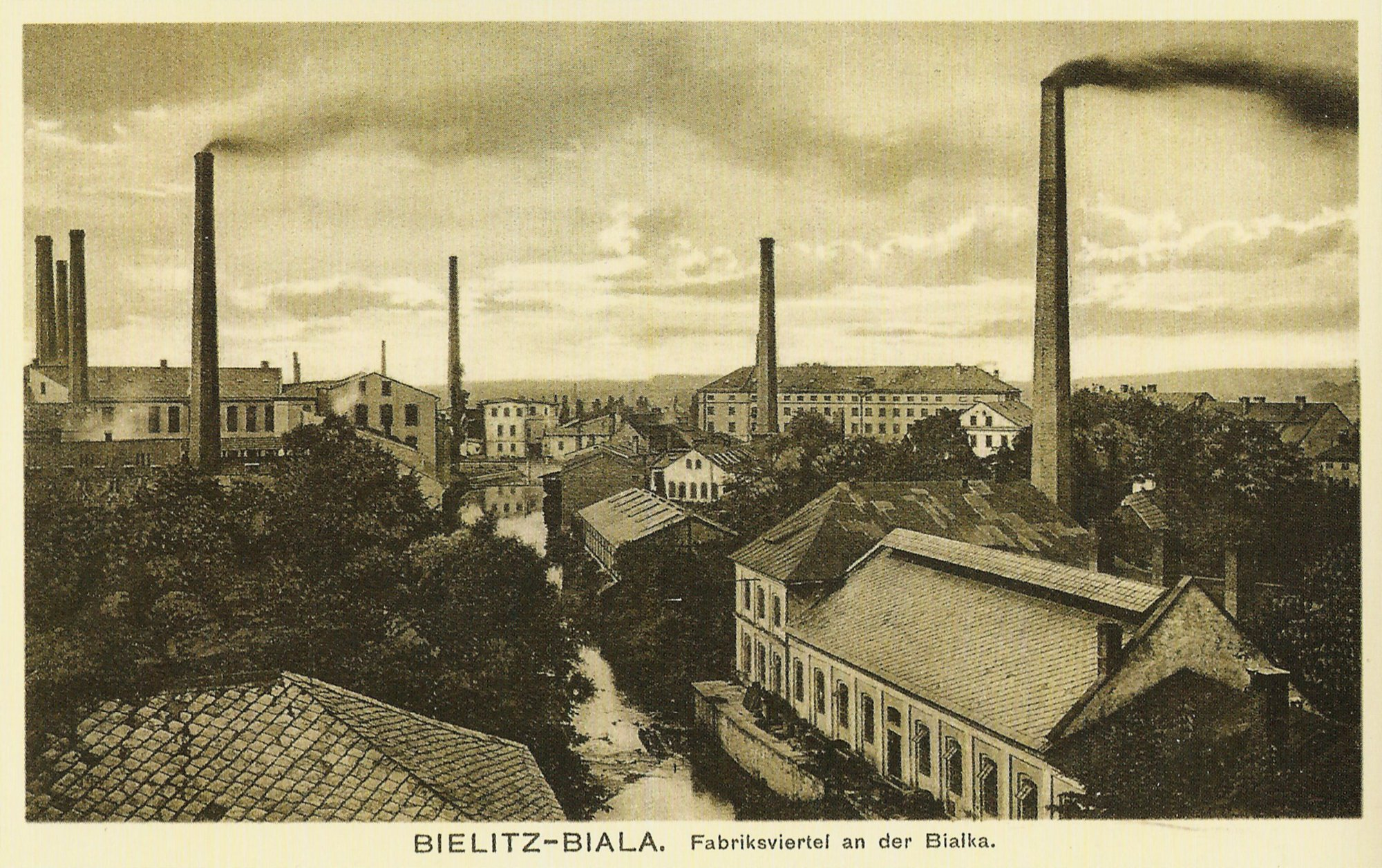
Továrny nad Bělou, 1915

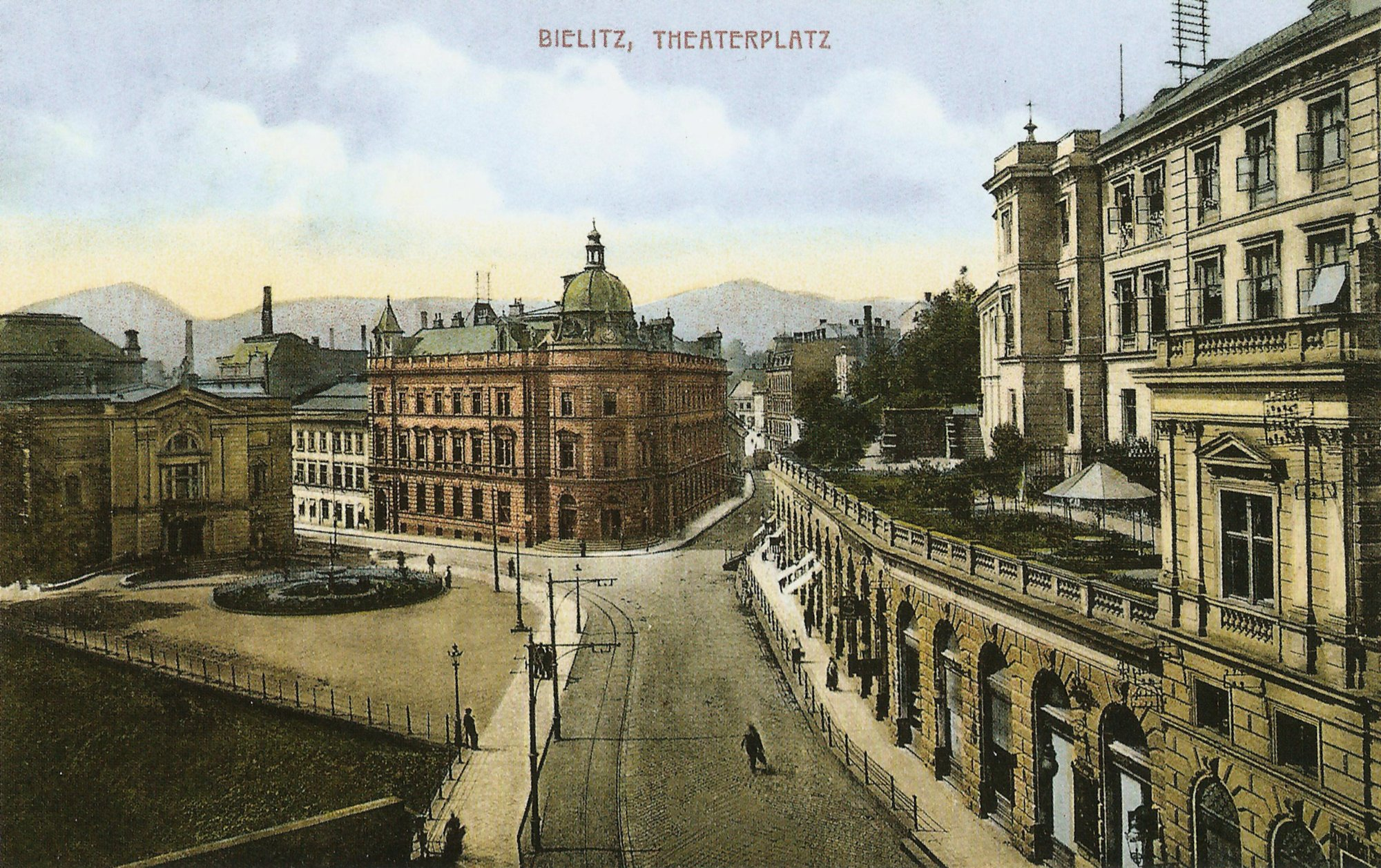
Divadelní náměstí, 1915

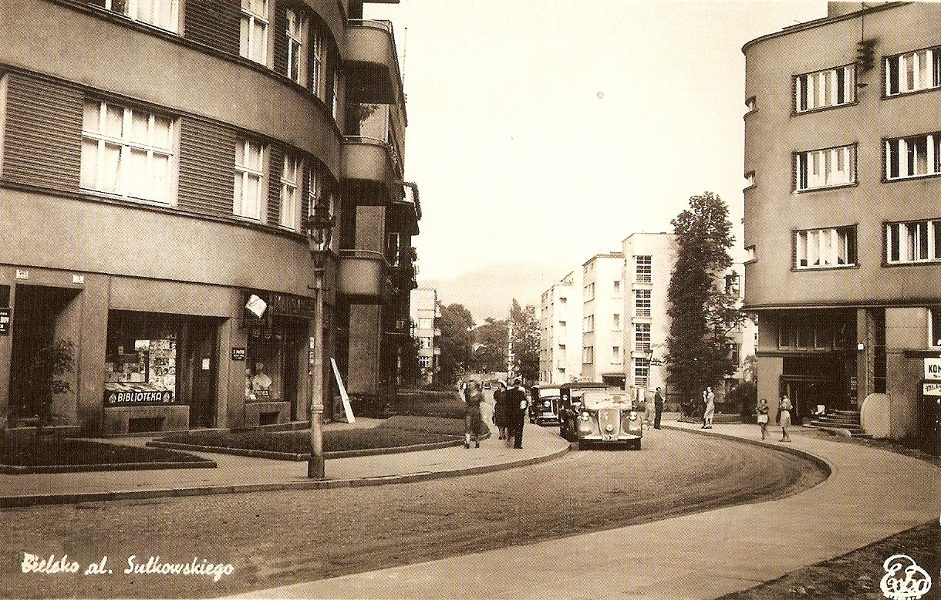
Sułkowského sady, 30. léta

První písemná zmínka o Bílsku jako o městě pochází z roku 1312. Objevuje se v listině vydané těšínským knížetem Měškem I. týkající se „darování věrným bílským měšťanům lesa mezi Kamenicí a Mikušovicemi“, jehož pozůstatkem je lesopark Cikánský les (Cygański Las). Založení města, odhadované k době okolo roku 1285, souvisí s osidlovací vlnou v rámci velké kolonizace. Na podnět těšínsko-ratibořských knížat se tehdy v jihovýchodní části Slezska usadili němečtí kolonisté, přičemž okolí Bílska bylo jedinou oblastí, kde postupem času nesplynuli s původním slovanským obyvatelstvem (viz Holasice), nýbrž vytvořili souvislý jazykový ostrov existující nepřetržitě do roku 1945. Ve 20. století k němu patřilo kromě Bílska a Bělé městečko Vilamovice (viz vilamovština) a deset okolních vesnic. Památkou dřívějšího slovanského osídlení je hradiště ze 12. století v městské části Staré Bílsko.
V době založení města probíhala postupná integrace Těšínského knížectví – samostatně existujícího od roku 1292 – s Českým královstvím. Završilo ji složení lenního slibu českému králi Janu Lucemburskému knížetem Kazimírem I v roce 1327. Těšínsko spolu s Bílskem se na dalších 600 let stalo součástí zemí Koruny české. Zároveň došlo roku 1315 k rozdělení knížectví na část těšínskou a osvětimskou. Hranici mezi nimi vyznačovala řeka Bělá. Osvětimské knížectví bylo v roce 1457 prodáno polskému králi Kazimíru Jagellonskému, a tak se městem protékající řeka stala hranicí dvou monarchií.
Již od raného novověku byl osud Bílska nerozlučně spjat s textilní výrobou. Zdaleka nejvýznamnějšími řemeslnickými cechy ve městě byly cech soukenický (založený roku 1565) a tkalcovský. K dalším důležitým hospodářským odvětvím patřila keramická výroba, pivovarnictví a v neposlední řadě také obchod, který vzkvétal díky výhodné příhraniční poloze.
Na úrodnou půdu padlo v Bílsku 95 tezí Martina Luthera. Kníže Václav III. Adam přijal luteránství v roce 1545 a vzápětí vznikla v Bílsku nejsilnější protestantská obec na celém Těšínsku, jež roku 1587 získala privilegium na to, že se ve městě budou konat výhradně luteránské bohoslužby. Na bílském zámku působil Jiří Třanovský. Protestantský charakter si Bílsko podrželo i po třicetileté válce – po celou dobu protireformace se v okolních beskydských lesích konaly tajné luteránské bohoslužby (viz Lesní kostely v Beskydech) a záhy po vydání Tolerančního patentu císařem Josefem II. v roce 1781 vznikla na sever od historického jádra evangelická čtvrť s kostelem Spasitele, biskupským sídlem a školami. Jedná se o takzvaný Bílský Sijón, který dodnes zůstává centrem protestantské kultury s nadregionálním významem. V roce 1902 byl na Bílském Sijónu odhalen jeden z pouhých dvou pomníků Martina Luthera v celé rakouské monarchii (druhý se nachází v Aši) a dnes jediný v Polsku.
Byli to také právě bílští a obecně slezští protestanti prchající před náboženským pronásledováním, kdo se v 17. století na protějším – v té době polském – břehu řeky zasloužili o rozvoj Bělé, původně malé tkalcovské osady spadající pod vesnici Lipník, v níž se k roku 1560 zmiňuje třináct domů. V roce 1723 byla povýšena na město. Obdobná etnická (převaha německojazyčného obyvatelstva), náboženská (luteránství) a ekonomická (textilnictví) struktura přály blízkým vztahům mezi Bílskem a Bělou nehledě na jejich odlišnou státní příslušnost. Navíc Bělá vznikla přímo na druhém břehu nevelké řeky, takže obě města vždy tvořila jeden urbanistický celek. V roce 1772 byla Bělá jako součást Haliče připojena v důsledku prvního dělení Polska k habsburské monarchii. Řeka se od té doby stala hranicí mezi dvěma rakouskými korunními zeměmi (Těšínsko, Opavsko, Krnovsko a ostatní zbytky Slezska ponechané Habsburkům po slezských válkách spolu tvořily Rakouské Slezsko).
Ten samý Václav III. Adam, který zavedl na Těšínsku luteránství, zřídil v roce 1572 samostatné bílské stavovské panství a prodal je Karlu Promnitzovi. Dalšími majiteli byli Adam Schaffgotsch (1582-1592), uherští Sunneghové (1592-1724), hrabě Jindřich Solms (1724-1743) a pak Fridrich Vilém Haugwitz, jenž roku 1751 dosáhl povýšení stavovského panství na knížectví císařovnou Marií Terezií. O rok později jej odkoupil Alexandr Josef Sułkowski, čímž začalo až do roku 1944 trvající panování Sułkowských na bílském zámku.
Rok 1806, kdy byly v osmi zdejších manufakturách poprvé uvedeny do provozu spřádací stroje, je považován za začátek průmyslové revoluce ve dvojměstě. Během 19. století se bílsko-bělská oblast stala jedním ze tří hlavních středisek textilního průmyslu v Rakousko-Uhersku, vedle Brna a Liberce. Druhé nejrozšířenější odvětví představoval strojírenský průmysl. Tovární haly a komíny, roztroušené po celém městě, se staly neodmyslitelnou součástí panoramatu Slezského Manchesteru, jak Bílsko začalo být nazýváno.
Druhá polovina 19. století bývá označována za zlatý věk Bílska. Vedle továren vyrůstaly honosné vily bohatých továrníků, přepychové měšťanské domy a veřejné budovy (městské divadlo, pošta a další) inspirované Vídní, na což odkazuje dodnes populární slogan Malá Vídeň. Největší zásluhu na architektuře přelomu 19. a 20. století, jež dotváří charakter Malé Vídně, nese místní architekt Karl Korn. Regulační plán připravil roku 1899 věhlasný vídeňský urbanista Max Fabiani. V roce 1855 byla dostavena odbočka Severní dráhy císaře Ferdinanda z Dědic do Bílska, potom prodloužená do Żywce a napojená na trať do Čadce (s 268 m dlouhým tunelem pod středem města). Roku 1888 došlo k otevření Moravsko-slezské dráhy měst z Kojetína přes Frýdek, Těšín, Bílsko, Bělou a dále směrem na Wadowice a Krakov. V prosinci 1895 byla v Bílsku zprovozněna druhá nejstarší síť elektrické tramvaje v českých zemích (po Teplicích). Pětikilometrová trať spojila vlakové nádraží s Cikánským lesem, který se mezitím proměnil v lesopark po vzoru Vídeňského lesa a v jeho okolí byla vystavěna řada letních vil zámožných obyvatel.
Prudký rozvoj průmyslu se neodrážel na nárůstu počtu obyvatel, a to hlavně kvůli rozhodnutí místních elit odmítajících připustit příliv dělnického a neněmeckého živlu. Většina pracujících v bílském průmyslu dojížděla či docházela z okolních a vzdálenějších vesnic, z nichž ty ležící v bezprostřední blízkosti (Kamenice) samy postupně získávaly městský charakter. Dělnické kolonie, typické pro Ostravsko či katovickou aglomeraci, si v Bílsku své místo moc nenašly.
Tváří v tvář rozpadu rakousko-uherské monarchie se zastupitelstvo města přihlásilo k mezinárodně neuznané Republice Německého Rakouska. Území Těšínska, včetně Bílska, bylo předmětem československo-polského sporu. Bílští podporovali spíše Československo, jelikož v něm viděli jednak jakési pokračování rakousko-uherských poměrů, jednak stát s výrazně větším zastoupením německé národnosti. Přesto byl nakonec region rozhodnutím Konference velvyslanců v červenci 1920 rozdělen a jeho východní část s Bílskem připojena k Polské republice jako součást autonomního Slezského vojvodství.
Meziválečné období uběhlo ve znamení nových investic (mj. letiště Alexandrovice) a funkcionalistické architektury (např. luxusní obytná čtvrť Sułkowského sady vystavěná na místě zámecké zahrady), zavedení autobusové dopravy (1927), připojení v roce 1938 obce Alexandrovic, ale také národnostních svárů. Příliv polských úředníků a učitelů zvýšil podíl polského obyvatelstva, nicméně město si nadále uchovávalo převážně německý ráz a ve 30. letech se projevilo jako centrum německého fašismu v tehdejším Polsku. Právě v Bílsku sídlila Jungdeutsche Partei in Polen (Mladoněmecká strana v Polsku), obdoba sudetských henleinovců. Její vůdce Rudolf Wiesner působil pak během nacistické okupace jako starosta Bílska, k němuž byla poprvé administrativně připojena i Bělá jakožto městská část Bielitz-Ost (Bílsko-východ).
Rudá armáda obsadila Bílsko 10. února 1945. Odsunuté Němce nahradili zčásti Poláci vysídlení z ukrajinských oblastí východní Haliče postoupených Sovětskému svazu, zčásti přistěhovalci z přelidněného Malopolska (západní Haliče) a polského vnitrozemí. Zpočátku byly obnoveny předválečné hranice, včetně rozdělení Bílska a Bělé mezi slezské, resp. katovické, a krakovské vojvodství, ale už k 1. lednu 1951 došlo k opětovnému  a tentokrát trvalému spojení obou měst pod názvem Bílsko-Bělá. Nový správní útvar čítal 55 tisíc obyvatel a byl přičleněn ke Katovickému vojvodství.
Dnes má Bílsko už význam pouze historický, je však tento výraz hovorově používán pro označení celého města Bílsko-Bělá.